# Warragul
Warragul ist eine Stadt im Süden des australischen Bundesstaates Victoria. Die Stadt liegt 104 km ostsüdöstlich von Melbourne zwischen dem Strzelecki-Gebirge im Süden und dem Mount-Baw-Baw-Plateau in der Great Dividing Range im Norden. Der Name der Stadt ist auf ein Aborigineswort zurückzuführen, das im Deutschen 'Wilder Hund' bedeutet. Bei der Volkszählung 2016 wurden 14.276 Einwohner gezählt.
Warragul ist das Zentrum des westlichen Gippsland und das Verwaltungszentrum der Local Government Area Baw Baw Shire. In der Umgebung der Stadt wird vor allen Dingen Milchwirtschaft und andere Speziallandwirtschaft betrieben. Seit Langem ist das Gebiet für die Herstellung von Feinkost bekannt.

## Geschichte
Warragul wurde nach dem Bau der Eisenbahnlinie nach Traralgon 1877 besiedelt. Das erste Postamt wurde am 16. März 1877 eröffnet.
Bereits vorhandene Straßen wurden nach dem Besuch des Prince of Wales (später König Edward VIII.) in Princes Highway umbenannt. Die Fernstraße, die heute von Sydney über Melbourne nach Adelaide und Port Augusta führt, wurde am 10. August 1920 mit einer offiziellen Zeremonie in Warragul eröffnet.

## Geografie
Warragul besitzt den Linear Park Arts Discovery Trail, der viele benachbarte Parks in der Stadt durchzieht. Dort kann man bemalte Poller, Mosaike und Wandmalereien sehen. Der Wanderweg schließt an den Drouin to Warragul Two Towns Trail an.

## Veranstaltungen
Warragul ist die nächste größere Stadt von Lardner aus, wo die Gippsland Field Days stattfinden. Drei größere Veranstaltungen finden im Park von Lardner jedes Jahr statt: Die Farm World – Landwirtschaftsausstellung, Trucks in Action und Harvest of Gippsland. Farm World ist dabei die größte Attraktion rund um Warragul. Die Landwirtschaftsausstellung findet jeweils Ende März statt und ist eine der wichtigsten Veranstaltungen dieser Art in Australien. Ausstellungen über Kälberzucht, Milchwirtschaft und Gartenbau sind darin enthalten.
Eine weitere Veranstaltung ist die Warragul Show am ersten Freitag im März. Auch hier geht es um Land- und Viehwirtschaft, aber es gibt dort auch Fahrgeschäfte, Buden, Spiele, Feuerwerk und Shows.

## Bildungseinrichtungen
Für eine Stadt dieser Größe gibt es relativ viele Bildungseinrichtungen: Vier Grundschulen, drei weiterführende Schulen und zwei Fortbildungseinrichtungen.

### Grundschulen
Sowohl die Warragul North Primary School als auch die Warragul Primary School sind staatliche Schulen. St. Joseph's Catholic Primary ist eine katholische Einrichtung und die St. Paul's Anglican Primary School wird von der Kirche von England betrieben.

### Weiterführende Schulen
Es gibt drei weiterführende Schulen in Warragul, das Warragul Regional College, das Marist-Sion College und die St. Paul's Anglican Grammar School. Das Warragul Regional College entstand 1994 aus der Zusammenlegung der Warragul High School und des Warragul Secondary College. Das Marist-Sion College wurde 1975 aus dem Marist Brothers Boys College und dem Sion Girls College gegründet. Die St. Paul's Anglican Grammar School wurde 1982 mit nur 19 Schülern des 7. Jahrgangs gegründet, ist aber in den letzten Jahren zusehends gewachsen. Diese Schule besitzt zwei Standorte, wobei ab der Jahrgangsstufe 9 in der früheren Seilfabrik James Miller unterrichtet wird.

### Fortbildungseinrichtungen
Das Central Gippsland Institute of TAFE hat seinen Campus südlich des Stadtzentrums, anschließend an den Bahnhof. Das Education Centre Gippsland hat kürzlich die Kurse übernommen, die bis dahin vom McMillan Institute of Land and Food Resources, einem Fachbereich der Universität Melbourne, angeboten wurden. Die Kurse boten Einblicke in die Bereiche Landwirtschaft, Pferdewirtschaft, Trabrennsport, Gartenbau und Naturschutzbiologie.

## Öffentlicher Nahverkehr
Der Bahnhof Warragul ist ein mit Personal besetzter Bahnhof auf der V/Line Richtung Bairnsdale und liegt südlich des Stadtzentrums. Die Endhaltestellen dieser Linie sind Bairnsdale und Southern Cross in Melbourne.
Warragul besitzt auch ein kleines öffentliches Stadtbusnetz mit vier Linien auf dem Stadtgebiet. Jede Linie wird dreimal täglich befahren. Auch zu benachbarten Städten gibt es Busverbindungen. Kürzlich wurde das Entgeltsystem auf Myki (kontaktloses Ticketsystem) umgestellt. Entsprechende Lesegeräte sind in allen Bussen angebracht. Künftig soll es auch für die V/Line gültig sein.

## Sport
In der Stadt gibt es ein Australian-Football-Team, das in der Gippsland Football League spielt, den Warragul Football Club. Daneben gibt es noch ein weiteres Team, die Warragul Industrials, die in der Ellinbank & District Football League antreten.
In der Warragul & District Junior Football League spielen junge Footballer. Davon gibt es drei Teams in Warragul, die Colts, die Warranor und die Blues (am Marist-Sion College). Diese Liga hat drei Wettbewerbsebenen: unter 10, unter 12 und unter 14 Jahren.
Im Warragul Little Athletics Centre treffen sich an jedem Samstag im Sommer kleine Athleten in den Jahrgangsgruppen von unter 6 bis unter 17. Die kleinen Athleten treten nicht nur an ihrem Heimatort an, sondern nehmen auch an regionalen und staatlichen Wettbewerben teil.
Der Wild Dog Triathlon Club trifft sich im Sommer ebenfalls samstäglich zu kombinierten Schwimm-, Radfahr- und Laufmeisterschaften. Es gibt dort die Jahrgangsgruppen Junior, unter 14, Fun-Tri, Super-Sprint, Grad A und Grad B.
Der Trabrennclub trifft sich regelmäßig auf dem Pferderennplatz.
Der Windhundrennclub von Warragul bietet regelmäßig Veranstaltungen auf dem Messegelände Logan Park.
Golfer spielen im Warragul Country Club an der Sutton Street.
In Warragul findet sich eines der besten Open-Air-Velodrome in Victoria. Es wird vom Warragul Cycling Club (WCC) betrieben, der samstags meistens auch Radrennen in den Stadtrandgebieten anbietet. Jedes Jahr Anfang April hält dieser Club auch das Baw Baw Classic Road Race ab, das einen der härtesten Anstiege im victorianischen Radrennsport beinhaltet.

## Zeitungen
In Warragul erscheinen zwei Wochenzeitungen, The Warragul and Drouin Gazette und The West Gippsland Trader. Das Verbreitungsgebiet dieser Zeitungen reicht bis nach Pakenham, Moe, Poowong und Noojee. Sie erreichen über 40.000 Leser.
The Warragul Citizen ist eine Online-Zeitung, die seit 2011 vierteljährlich erscheint und von der Öffentlichkeit geschriebene Artikel veröffentlicht.

## Persönlichkeiten
- Lionel Rose (1948–2011) – Boxweltmeister
- Kathryn Watt (* 1964) – Australiens erste Olympiasiegerin im Radsport – gewann 1992 in Barcelona eine Goldmedaille und später auch noch eine Silbermedaille.[13]